# El Villaró (Castellar de la Ribera)
El Villaró és una masia situada al municipi de Castellar de la Ribera, a la comarca catalana del Solsonès.
Es troba just a l'oest del Serrat de Cal Bernat.